# Selong, Kebayoran Baru
Selong tiene la consideración de Kelurahan dentro de la división administrativa de Indonesia, y está situado en la Kecamatan Kebayoran Baru, en Jakarta Meridional, Yakarta, Indonesia. 
Este Kelurahan está habitado principalmente por un grupo social elitista y bien acomodado. Dentro se encuentra el campus Al-Azhar colindante con la mezquita "Masjid Agung Al-Azhar" que alberga desde guarderías infantiles hasta la escuela superior de la Universidad de Al-Azhar.
Este Kelurahan limita por el norte con otros barrios como Senayan en la misma Kecamatan de Kebayoran Baru.
El barrio de Selong tiene como código postal el 12110.
- Datos: Q9075817